# Deutscher und Österreichischer Alpenverein
Il  Club Alpino Tedesco e Austriaco, in tedesco Deutscher und Österreichischer Alpenverein, abbreviato in DuÖAV, anche DÖAV o DuOeAV era l'organizzazione alpinistica costituita nel 1873 a seguito della fusione in un unico soggetto del Deutscher Alpenverein (club alpino tedesco), dell'Österreichischer Alpenverein (Club alpino austriaco) e dell'associazione degli alpinisti boemi tedeschi. L'unione tra le tre associazioni alpinistiche venne sciolta nel 1938 dopo l'Anschluss; in conseguenza di ciò i club alpini continuarono a operare nella "sezione alpinismo" della Federazione nazionalsocialista per l'educazione fisica, organizzazione a sua volta disciolta dopo la fine della guerra. Nel 1945 fu rifondato l'Österreichischer Alpenverein, che per i seguenti sette anni gestì non solo il suo patrimonio e le strutture delle Alpi austriache, ma anche i beni già di proprietà della disciolta associazione tedesca, che riprese la sua attività solo nel 1952.

## Storia

### Origine
Il Club Alpino Austriaco (OeAV) fu fondato a Vienna nel 1862 come prima associazione alpinistica dell'Europa continentale e quindi la seconda più antica al mondo dopo il Club Alpino Britannico. La riunione fondativa ebbe luogo il 19 novembre 1862 presso l'Accademia imperiale delle scienze. L'obiettivo primario dell'associazione era l'esplorazione scientifica delle Alpi austriache. Alla prima assemblea generale l'associazione contava oltre 600 membri, due terzi dei quali risiedevano a Vienna e provenivano dall'alta borghesia, soprattutto dal ceto medio accademico. I critici accusarono presto l'associazione di fare troppo poco per sviluppare turisticamente le montagne e di essere organizzata in modo troppo centralizzato. Secondo loro, i membri al di fuori di Vienna non avevano praticamente alcuna influenza sulla politica dell’associazione. Il tentativo di alcuni membri di decentralizzare l'associazione istituendo sezioni indipendenti incontrò una forte resistenza all'interno dell'associazione e venne bloccato, così come l'inclusione dei territori tedeschi. 
I membri insoddisfatti dell'OeAV, come il curato dell'Ötztal Franz Senn, costituirono il nucleo per la fondazione di una nuova associazione. Il 9 maggio 1869 venne fondata a Monaco di Baviera la Società Alpina Tedesca (DAV), un'associazione alpinistica borghese e istruita. Contemporaneamente all'organizzazione venne costituita anche la sezione di Monaco, che divenne la prima sezione del DAV. Nel giro di poche settimane vennero fondate le sezioni DAV di Augusta, Lipsia, Lienz, Salisburgo e Vienna. Già nel primo numero del giornale dell’associazione si chiedeva una fusione con l’OeAV. Nel 1870 il DAV contava già 22 sezioni con oltre 1.000 membri. 
Dopo lunghe trattative tra DAV e OeAV, nel 1871 si decise come primo passo la pubblicazione congiunta delle pubblicazioni dell'associazione. Inizialmente non c'era alcun accordo sul nome futuro del nuovo club. Il DAV insistette per mantenere il nome "Associazione alpina tedesca", mentre l'OeAV suggerì il nome "Associazione centrale per gli studi alpini". Nel 1873 il DAV accolse l'OeAV e, nella sua assemblea generale tenutasi il 23 agosto 1873 a Bludenz, propose di fondersi sotto il nome di "Club alpino tedesco e austriaco". Tuttavia, la proposta era subordinata alla condizione che l'OeAV si fondesse con la sezione viennese del DAV per formare la sezione austriaca e che quest'ultima si unisse al DAV. Il 19 novembre 1873 l'OeAV fu costretta ad accettare la proposta, poiché l'OeAV centralizzata, a differenza del DAV, strutturato in sezioni decentrate, stava perdendo sempre più importanza nell'Impero asburgico. Il 1° gennaio 1874 la sezione austriaca si unì al DuOeAV. «O più correttamente, l’Alpine Club austriaco fu assorbito nel DuOeAV», come lo descrisse l’archivista del club, Aloys Dreyer, nel suo lavoro del 1909 sulla storia dell’Alpine Club tedesco e austriaco. Nell'assemblea generale del 9 settembre 1876 a Bolzano vennero approvati gli statuti comuni del Club Alpino Tedesco e Austriaco. Fino all'Anschluss dell'Austria nel 1938, il DuOeAV fu l'unica organizzazione significativa in cui la soluzione della Grande Germania era stata simbolicamente attuata. 

### Costruzione e sviluppo fino alla prima guerra mondiale
A differenza delle associazioni d'élite del Club alpino britannico e del Club alpino svizzero, riservate solo agli alpinisti, l'adesione al DuOeAV non era vincolata ad alcun risultato alpinistico. Il club non era espressamente un'associazione puramente alpinistica e, durante la sua fase di fondazione era, in linea di principio, aperto a tutti. Si presentava come una comunità colta di persone con idee simili, in cui le scienze naturali e gli aspetti estetici erano in primo piano. Tuttavia, la pretesa di universalità sociale era in realtà limitata principalmente alle classi medie superiori e istruite. Gli insegnanti erano particolarmente ben rappresentati e nel 1912 fondarono addirittura una propria “Sezione insegnanti di Vienna”. Dopo la fondazione dell'Impero tedesco nel 1871, nel giro di pochi anni il DuOeAV si sviluppò fino a diventare il più grande club alpinistico del mondo. Nell'Impero tedesco e nell'Impero austro-ungarico deteneva una posizione di monopolio e ostacolava lo sviluppo di club rivali, che prima o poi si unirono al DuOeAV come sezioni. Nel 1895 gli operai esclusi dall'Alpine Club fondarono gli Amici della Natura. 
Il Club Alpino attribuì particolare importanza al lavoro di sviluppo nelle Alpi orientali. Fin dall'inizio, il DuOeAV promosse il turismo in montagna attraverso la costruzione di rifugi e sentieri, nonché con l'ausilio di pubblicazioni promozionali. Creò così le condizioni per lo sviluppo dell'alpinismo come fenomeno turistico. Il turismo, a sua volta, portò nuove opportunità di lavoro per la popolazione montana, che, a sua volta, dovette sottomettersi agli interessi del turismo. Il Club alpino sfruttò abilmente il potenziale economico del suo lavoro di sviluppo nelle trattative con le autorità e i rappresentanti del governo, ma dominò anche il turismo alpino grazie al numero dei suoi iscritti. 
L'associazione aveva natura federale ed era divisa in sezioni indipendenti. Fino alla riforma degli statuti, decisa nel 1908 ed entrata in vigore nel 1910, le sezioni erano guidate da un comitato centrale di coordinamento. L’organizzazione era responsabile in particolare della pubblicazione delle pubblicazioni dell’associazione. Sebbene le sezioni fossero entità giuridicamente indipendenti, le modifiche agli statuti richiedevano la previa approvazione dell'organizzazione. Il Comitato centrale decideva anche sull'ammissione di nuove sezioni e gestiva gli affari correnti, che erano principalmente di natura finanziaria. Fino alla riforma statutaria del 1910, il comitato era amministrato secondo il principio suburbano. Ciò significa che i membri del comitato venivano reclutati tra i membri di un'unica sezione, la cui durata in carica era stata limitata per l'ultima volta a tre anni. 
Con la modifica degli statuti, il Comitato centrale fu sostituito dal Comitato amministrativo, eletto per un mandato di cinque anni tra i membri di una sezione. Quest'ultimo era integrato da un comitato principale sovra regionale, responsabile di tutte le decisioni importanti, mentre il comitato amministrativo gestiva gli affari quotidiani. Il presidente del comitato principale era anche il primo presidente del DuOeAV, mentre il presidente del comitato amministrativo era il suo vice. Un terzo presidente fu eletto secondo criteri regionali. L'istituzione del comitato principale aveva lo scopo di garantire un certo grado di continuità nella gestione dell'associazione. Il comitato principale composto da 25 membri e il comitato amministrativo composto da 5 membri erano inoltre supportati da vari comitati consultivi, come il comitato scientifico consultivo e il comitato consultivo per la costruzione di bivacchi e strade. Ad esempio, il Servizio di rilevamento dei ghiacciai fu istituito nel 1891 su iniziativa del Comitato consultivo scientifico. Nel 1914 il DuOeAV contava 407 sezioni con oltre 100.000 soci paganti e 319 rifugi e case di accoglienza nelle Alpi orientali.

### Prima guerra mondiale e periodo postbellico
Con lo scoppio della prima guerra mondiale nell'estate del 1914, l'impegno per la nazione culturale tedesca divenne una parte indispensabile dell'auto definizione del DuOeAV. Sebbene le pubblicazioni dell'associazione fossero state stampate in caratteri latini sin dalla sua fondazione, nell'autunno del 1914 la situazione cambiò. In un'aperta dichiarazione di sostegno alla nazione tedesca, il comitato amministrativo annunciò nelle sue comunicazioni del 30 settembre 1914 l'introduzione della "Bruchschrift", la scrittura gotica, nello spirito della superiorità culturale tedesca. 
Con l’entrata in guerra dell’Italia nel maggio 1915, il tono si fece ancora più teso. Il DuOeAV, con i suoi numerosi bivacchi nelle immediate vicinanze del fronte, fu duramente colpito dall'entrata in guerra. La lotta contro l'irredentismo acquisì slancio politico e la Società degli Alpinisti Tridentini (SAT), fondata nel 1872 nella parte italofona del Tirolo, fu sciolta su istigazione del DuOeAV. [Dopo lo scioglimento della SAT all'inizio del 1916, la sezione DuOeAV di Trento fondò la sezione Welschtirol, che, d'accordo con il comitato principale, assunse il patrimonio della SAT, comprese i suoi rifugi. La guerra divenne sempre più una lotta razziale e uno scontro di culture. Nelle sue pubblicazioni il DuOeAV diffuse il mito del tradimento dell'Italia e invitò i suoi membri a lottare contro l'italianizzazione dell'Alto Adige. 
L'espropriazione dei 78 bivacchi del DuOeAV, che dopo la fine della prima guerra mondiale si trovavano ormai in territorio italiano, diede un ulteriore impulso alla radicalizzazione politica dell'associazione. Alla fine divenne la forza trainante di una crescente intolleranza verso tutto ciò che non era tedesco nel DuOeAV. Altre 12 bivacchi andarono perduti a causa dell'espropriazione nel Regno di Jugoslavia. In Slovenia, Alsazia e Polonia le sezioni DuOeAV furono sciolte o si sciolsero esse stesse. Dopo la guerra, le sezioni situate in Cecoslovacchia dovettero separarsi formalmente dal DuOeAV per non essere sciolte e formarono dei Club Alpini Tedeschi indipendenti. 
Nella prima assemblea generale del dopoguerra, tenutasi a Norimberga nel 1919, vennero adottate le cosiddette “Linee guida di Norimberga”. Nacquero nella sezione bavarese e rappresentarono un passo verso l'ulteriore politicizzazione del Club alpino. La preoccupazione principale era che l'alpinismo servisse a ripristinare la "forza morale del popolo tedesco" dopo i sconvolgimenti della prima guerra mondiale. Tuttavia, la maggioranza dei delegati non accettò ancora la richiesta di limitare l'attività di sviluppo finora sfrenata dell'associazione e di accettare solo alpinisti. Il rifiuto degli ultimi punti portò nel 1920 alla formazione di un gruppo di interesse con sezioni affini per affrontare questi punti. Solo due anni dopo, durante l'assemblea generale del DuOeAV a Bayreuth, si raggiunse un compromesso, nelle cosiddette "Risoluzioni di Bayreuth". Quest'ultima prevedeva la costruzione di nuovi rifugi solo in casi eccezionali e la trasformazione di aree particolarmente preziose e precedentemente incontaminate in aree protette. 
Il compromesso non era dovuto solo alle difficoltà economiche del dopoguerra, ma rifletteva anche lo spirito dei tempi di ritorno alla natura. Anche se la costruzione di nuovi rifugi non venne abbandonata del tutto, ci fu almeno un accordo sul fatto che il comfort nelle strutture dovesse essere ridotto al minimo indispensabile. Se necessario, anche il comfort doveva essere ridotto per scoraggiare chi non era alpinista. Si trattava di una reazione all'afflusso massiccio di rifugiati che negli anni '20 aveva portato alla tanto deplorata creazione di bivacchi sovraffollati. Nella riunione principale tenutasi a Bad Tölz nel 1923 vennero approvate le "Direttive di Bad Tölz", che stabilivano un funzionamento spartano dei rifugi del DuOeAV, che si rifletteva, ad esempio, nella preferenza delle camerate con materassi al posto delle stanze, del cibo semplice o di un riposo notturno fisso. Inoltre fu proposto il divieto assoluto di pubblicizzare i bivacchi. Ulteriori linee guida impedirono la creazione di nuovi percorsi naturalistici. Durante l'assemblea generale del 1925 a Innsbruck, dopo accese discussioni, si dovettero modificare alcune parti delle linee guida di Bad Tölz. Le aree già sovraffollate dovettero essere escluse da qualsiasi tipo di restrizione e tali restrizioni dovettero essere limitate alle sole alte montagne. Tuttavia, l'ulteriore sviluppo delle Alpi orientali attraverso la costruzione di nuovi rifugi non fu realmente influenzato dalle linee guida. Soltanto la crisi economica mondiale e la sanzione economica detta "divieto di mille marchi" paralizzarono l'edilizia in acciaio. 
Durante l'assemblea generale di Vienna del 1927, la tutela della natura venne per la prima volta inserita nello statuto dell'Associazione alpina. Scopo ufficiale dell'associazione era anche la gestione della biblioteca e del museo associativi di Monaco di Baviera, esistenti fin dall'inizio del XX secolo, nonché la promozione dello sci alpino. Negli statuti era inclusa anche la frase “amore per la patria tedesca”. Dietro a ciò si nascondeva un orientamento sempre più nazionalista tedesco e revanscista dell'associazione. 
Il dibattito politico dopo il 1918 fu dominato da diverse questioni. All'inizio degli anni Venti, l'accesa disputa sull'introduzione di un "paragrafo ariano", ossia a certe disposizioni discriminatorie presenti nelle leggi, giocò un ruolo centrale. La proposta di escludere dal club i membri provenienti da ex stati nemici fu oggetto di discussioni controverse. Tuttavia, sulla questione della cosiddetta comunità di tutti i tedeschi vi fu un accordo quasi unanime, che trovò concreta espressione nella proposta di annettere la Repubblica d'Austria al Reich tedesco. I membri erano particolarmente preoccupati per la situazione nell'Alto Adige di lingua tedesca, che era stato annesso al Regno d'Italia. Gli organi dirigenti, come il comitato amministrativo di Innsbruck, invitarono segretamente le sezioni a sostenere la popolazione sudtirolese minacciata dall'italianizzazione. Le sezioni dovevano stabilire patti con i comuni altoatesini e, dopo il divieto dell'insegnamento della lingua tedesca imposto nel 1923 dal ministro fascista della pubblica istruzione Giovanni Gentile, donare libri scolastici, giornali e riviste in lingua tedesca. A livello di sezione si svolsero ulteriori attività che rafforzarono l’impegno dell’associazione nei confronti della "Grande Germania". 

### Dissoluzione e sviluppo dopo la seconda guerra mondiale
Il DuÖAV, che dal 1933 al 1937 ebbe sede a Stoccarda, riuscì inizialmente a sottrarsi all'influenza diretta della "Lega per l'Esercizio Fisico del Reich Nazionalsocialista" (NSRL) grazie alla sua posizione intergovernativa. Nel 1938, dopo l'annessione dell'Austria e dei Sudeti, la DuÖAV, oggi nota come Associazione Alpina Tedesca (DAV), venne incorporata nella NSRL come associazione alpinistica professionale. Arthur Seyß-Inquart diventò presidente del club. Dopo la fine della guerra il club venne sciolto.
Nel 1945 venne rifondata l'Associazione Alpina Austriaca (OeAV) e nel 1950 l'Associazione Alpina Tedesca (DAV) dei "Dodici Apostoli" di Würzburg. Fino al 1956 l'OeAV amministrava in via fiduciaria i beni e gli immobili (rifugi) delle sezioni del Reich e della Germania Occidentale del DAV; la restituzione iniziò nel 1952 e fu completata nel 1956. 
Le associazioni ÖAV e DAV, nonché l'AVS (Associazione Alpina dell'Alto Adige), si definirono ora amiche (unite dalla stella alpina come simbolo comune) e collaborano strettamente. Essi e il Club Alpino del Liechtenstein, fondato nel 1909 come sezione del Liechtenstein del DuOeAV, diventarono (come la maggior parte delle altre associazioni alpine europee) membri dell'accordo multilaterale sul diritto reciproco al godimento dei rifugi.

## L'antisemitismo
Gli alpinisti e gli scalatori ebrei attirarono presto l'attenzione e diedero un contributo significativo allo sviluppo dell'alpinismo e alla fondazione dei club alpini. Tra gli esempi si annoverano i fratelli Max e Guido Mayer, il geografo e pioniere delle Alpi orientali Gottfried Merzbacher, il medico dr. Alfred Dessauer, tra l’altro inventore della “Farmacia tascabile da viaggio”,  Fritz Pflaum e il pioniere dell’arrampicata libera Paul Preuß, uno dei migliori scalatori del suo tempo. Tra i più attivi gruppi di alpinisti figuravano anche Rudolf Reiff e Viktor Frankl di Vienna. Ma anche artisti come Gustav Mahler e Arthur Schnitzler si occuparono della montagna nelle loro opere e influenzarono la comprensione generale del mondo montano. Con le sue spedizioni nel Caucaso e sul Tian Shan, il bavarese Merzbacher contribuì all'affermazione del soccorso alpino nell'ambito del Club alpino. Altri emersero come funzionari. Il rispettato geologo viennese Eduard Suess fu uno dei padri fondatori del Club Alpino Austriaco. Josef Donabaum fu per molti anni presidente della sezione austriaca. Durante il suo mandato, la sezione austriaca contava circa 2.000 membri di origine ebraica, pari a circa un terzo del numero totale degli effettivi. 
Solo pochi decenni dopo la sua fondazione, il Club alpino non fu immune dagli sviluppi sociali che definivano sempre più l'appartenenza alla cultura tedesca attraverso concetti come "razza" e antisemitismo. Il modo in cui l'antisemitismo veniva affrontato nel DuOeAV era fortemente influenzato dalla struttura speciale dell'associazione. Sebbene l'organizzazione principale si fosse opposta all'introduzione di un paragrafo ariano fino a dopo la fine della prima guerra mondiale, non poté impedire alle sezioni giuridicamente indipendenti di regolamentare l'ammissione dei membri a propria discrezione. Un altro fattore era che l'organizzazione principale non voleva interferire ulteriormente nella vita indipendente delle sezioni. Secondo il giudizio di Hanno Loewy, l'antisemitismo rimase un fenomeno marginale nel Club alpino fino alla fine della prima guerra mondiale. 
. 

### Introduzione del paragrafo ariano
Su richiesta della sezione di Villach e nonostante la parziale resistenza del comitato principale, alla fine del 1919 si decise di non ostacolare in alcun modo le future richieste delle sezioni di modifica degli statuti. I sostenitori sostenevano che in questo modo si sarebbe evitato il dibattito pubblico sulla questione. Nel maggio del 1920 le sezioni di Villach e Graz presentarono le prime richieste per l'introduzione di un paragrafo ariano, che vennero approvate dal Comitato centrale. Numerose sezioni seguirono l'esempio, anche se la maggior parte di esse non aveva ebrei tra i suoi membri. Solo in Austria l'89% delle sezioni avrebbe adottato un paragrafo ariano. 
A Vienna, solo la sezione austriaca fu inizialmente risparmiata da una corrispondente aggiunta ai suoi statuti. Quest'ultima aveva un consiglio di amministrazione liberale e un'alta percentuale di membri ebrei. Quando nel 1921 ci fu un cambio nel consiglio direttivo, i pochi antisemiti dell'associazione approfittarono della partenza del presidente liberale Josef Donabaum per cambiare posizione. Oltre al deputato antisemita Anton Baum, venne accettato nella sezione anche il noto alpinista Eduard Pichl. Pichl, un seguace di Georg von Schönerer, trovò il sostegno di Walter Riehl, il leader del Partito nazionalsocialista operaio tedesco (DNSAP). 
Il clima antisemita a Vienna si era fatto ancora più acceso a causa dell'afflusso di ebrei provenienti dagli ex territori asburgici dell'Europa orientale, in particolare dalla Galizia, che avevano potuto richiedere la cittadinanza austriaca in seguito al Trattato di Saint-Germain-en-Laye. Pichl ne approfittò per la sua propaganda diffamatoria. Lanciò l'allarme per un'inondazione delle montagne da parte degli ebrei orientali proletari. Per sostenere la sua causa, Riehl dipinse l'orribile immagine di uomini che indossano il caftano sulla cima del Großglockner. Tuttavia, inizialmente non fu raggiunta la maggioranza necessaria dei tre quarti nella votazione per introdurre il paragrafo ariano. Tuttavia, nelle successive elezioni del consiglio direttivo del febbraio 1921, Eduard Pichl fu eletto primo presidente e Walter Riehl fu eletto terzo presidente della sezione austriaca. 

## Le donne nel DuOeAV
Fin dalla sua fondazione, le donne furono rappresentate come membri effettivi nel Club Alpino austriaco e nella maggior parte delle sezioni del Club Alpino Tedesco. Cinque anni dopo la fondazione del DAV, il 2% dei membri erano donne. Fino alla prima guerra mondiale, la quota di donne nel DuOeAV era di circa il 5%. Solo nella sezione di Praga la percentuale di donne è più alta, pari al 9%. Tuttavia c'erano anche sezioni che non accettavano le donne. Tali sezioni si trovarono in gran numero nella Germania settentrionale, tra cui, ad esempio, la maggior parte delle sezioni di Berlino. La proposta di istituire una sezione femminile a Berlino fu respinta dal comitato amministrativo del DuOeAV nel 1912. Nella Germania meridionale e in Austria, tuttavia, le donne non venivano ammesse alle sezioni in cui l'accesso era subordinato alla prova delle prestazioni. Questi circoli d'élite dell'alpinismo erano riservati solo agli uomini. Poiché l'esclusione delle donne è prevista solo in pochissimi statuti delle sezioni, non fu possibile stabilire con esattezza quante sezioni non abbiano accettato le donne. 
Nonostante le riserve, le donne del club si distinsero come alpiniste. Ad esempio Eleonore Noll-Hasenclever, membro della sezione di Francoforte sul Meno dal 1902, considerata una delle alpiniste più importanti del suo tempo. Nel 1877 Anna Voigt, appartenente anche lei alla sezione di Francoforte, fu la prima alpinista tedesca a scalare il Cervino. In quanto alpinista, era considerata una vera e propria esotica nel suo settore. Tuttavia, 20 anni dopo la sua iscrizione, si discuteva ancora se fosse consentito o meno alle donne di partecipare alle serate dei circoli sociali. 
Il ruolo delle donne nel Club Alpino Tedesco e Austriaco rifletteva il ruolo delle donne nella società dell'epoca. Sebbene le alpiniste avessero raggiunto delle ascensioni notevoli, conducevano solo un'esistenza nell'ombra all'interno del club. Le loro imprese alpinistiche vennero, nella migliore delle ipotesi, minimizzate. Nelle comunicazioni del club, le montagne scalate dalle donne venivano definite in modo dispregiativo "montagne delle signore" e le donne "alpiniste peso leggero". Per non mettere in discussione la reputazione di una montagna e le imprese degli alpinisti maschi, si arrivò addirittura a dichiarare le alpiniste un'eccezione alla regola se ottenevano una particolare impresa alpinistica. Persero la loro funzione denigratoria di barometro solo verso la fine del secolo. 
La crescente popolarità dell'alpinismo femminile alla fine del XIX secolo ebbe probabilmente un impatto indiretto anche sul Club alpino. Dal 1906 in poi anche le mogli e le figlie dei soci del Club alpino beneficiarono di sconti nei rifugi. Anche le mogli, le figlie e le sorelle dei membri maschi del club erano i segmenti di appartenenza da cui venivano reclutate la maggior parte delle socie femminili. Prima della prima guerra mondiale, ad aderire al Club alpino erano soprattutto insegnanti e artisti, ma in seguito si aggiunsero sempre più accademici, segretarie, impiegati commerciali e sarte. La percentuale di donne impiegate nell'associazione era addirittura più alta rispetto alla società. 
A parte qualche articolo sulle loro imprese alpinistiche e su argomenti specifici riguardanti le donne nell'alpinismo, le donne venivano raramente menzionate nella rivista del club. Un articolo pubblicato nel 1912 affrontava la questione di quale dovesse essere l’abbigliamento e l’equipaggiamento corretti per un “turista d’alta quota”. 
La prima guerra mondiale fu vista anche nel DuOeAV come il padre dell’emancipazione femminile. Con il cambiamento sociale che ne seguì, la politica dell’associazione nei confronti delle donne cambiò più drasticamente. Tuttavia, c'era ancora molta strada da fare prima che si raggiungesse una generale parità all'interno del club e la crescente liberalizzazione non fu accettata senza resistenze da parte di alcuni settori. Anche dopo il 1918 la percentuale di donne era limitata dalle restrizioni di ammissione imposte dalla legge. Nella sezione di Berlino, ad esempio, solo il 25% dei membri poteva essere di sesso femminile. Tuttavia, la percentuale di donne nel club era aumentata notevolmente dopo la prima guerra mondiale. Nella sezione di Monaco, ad esempio, durante la guerra si arruolarono a volte più donne che uomini. Tuttavia, i primi dati affidabili sulla percentuale di donne tra i soci del Club alpino furono disponibili solo dopo la prima indagine sui soci condotta nel 1935. Secondo questa, la percentuale di donne era del 23,5%, con una rappresentanza femminile inferiore alla media nelle sezioni tedesche (19%) e superiore alla media in quelle austriache (poco meno del 32%). Nelle sezioni ceche era del 28%. Nel 1935, 29 sezioni tedesche e cinque austriache rifiutavano ancora l'ammissione delle donne. 
Anche la parità di trattamento delle donne come alpiniste indipendenti fu messa in discussione dopo la guerra. Le donne tornarono ad interessare l'associazione, finché la loro presenza in montagna turbò gli standard morali prevalenti. La loro avanzata avrebbe portato a un declino della morale. L'alpinismo misto fu criticato per la sua morale. Presunte attività erotiche nei rifugi finirono addirittura all'ordine del giorno dell'assemblea generale del 1923. Secondo la proposta della commissione principale, le coppie innamorate avrebbero dovuto essere escluse dai rifugi del Club Alpino. Il discorso morale alpinistico non solo denunciava il decadimento morale in montagna e il declino morale della Repubblica di Weimar, ma era anche una denuncia dell'offuscamento dei confini di genere. La donna come alpinista era accettata solo se assumeva anche un ruolo materno in montagna, responsabile della motivazione, della cura e del conforto. A partire dagli anni Venti, si affermarono sempre più argomenti etnico-nazionalisti. Come educatrici alpinistiche delle generazioni future, le donne avrebbero dovuto dare il loro contributo per una nazione tedesca sana e forte. 
Nel periodo tra le due guerre le donne continuarono a essere un'eccezione nei consigli di sezione. Non riuscirono mai a entrare nei comitati dell'organizzazione principale del DuOeAV. Anche nei club successivi, fondati dopo il 1945, per lungo tempo furono loro negate funzioni nella dirigenza del club.